# Aya Matsuura
Aya Matsuura, 松浦 亜弥, född 25 juni 1986 i Himeji, Japan. Sångerska inom den japanska musikgenren J-pop.
- Wikimedia Commons har media som rör Aya Matsuura.